# Posavsko-podmajevička grupna nogometna liga 1979./80.
"Posavsko-podmajevička grupna nogometna liga" je bila jedna od četiri grupne lige "Međuopćinskog nogometnog saveza Brčko" i liga šestog stupnja nogometnog prvenstva Jugoslavije u sezoni 1979./80. 
 
Sudjelovalo je 14 klubova, a prvak je bio klub "Pelagićevo". 

## Ljestvica
| mj. | klub                        | ut. | pob. | ner. | por. | gol+ | gol- | bod     |
| --- | --------------------------- | --- | ---- | ---- | ---- | ---- | ---- | ------- |
| 1.  | Pelagićevo                  | 26  |      |      |      | 65   | 35   | 36      |
| 2.  | Sloga Hrgovi Donji          | 26  |      |      |      | 51   | 29   | 36      |
| 3.  | Posavac Ugljara             | 26  |      |      |      | 60   | 39   | 31      |
| 4.  | Bratstvo Srnice             | 26  |      |      |      | 72   | 43   | 30      |
| 5.  | Jedinstvo Vučkovci          | 26  |      |      |      | 58   | 40   | 30      |
| 6.  | Partizan Kostrč             | 26  |      |      |      | 54   | 44   | 30      |
| 7.  | Irac Špionica               | 26  |      |      |      | 51   | 49   | 29      |
| 8.  | Prvi maj Bok                | 26  |      |      |      | 40   | 46   | 28      |
| 9.  | Mladost Gorice              | 26  |      |      |      | 43   | 43   | 27      |
| 10. | Mladost Vidovice            | 26  |      |      |      | 47   | 54   | 23      |
| 11. | Crvena zvijezda Donji Žabar | 26  |      |      |      | 49   | 80   | 20      |
| 12. | Mladost Lončari             | 26  |      |      |      | 42   | 55   | 19      |
| 13. | Dubrave                     | 26  |      |      |      | 36   | 59   | 14 (-3) |
| 14. | Mladi zadrugar Donji Rahić  | 26  |      |      |      | 29   | 79   | 8       |

## Rezultatska križaljka
| kratica | klub                        | BRA | CRVZ | DUB | IRAC | JED | MLDIZ | MLDOG | MLDOL | MLDOV | PAR | PEL | POS | PRVM | SLO |
| --- | --------------------------- | --- | ---- | --- | ---- | --- | ----- | ----- | ----- | ----- | --- | --- | --- | ---- | --- |
| BRA | Bratstvo Srnice             |     |      |     |      |     |       |       |       |       |     |     |     |      |     |
| CRVZ | Crvena zvijezda Donji Žabar |     |      |     |      |     |       |       |       |       |     |     |     |      |     |
| DUB | Dubrave                     |     |      |     |      |     |       |       |       |       |     |     |     |      |     |
| IRAC | Irac Špionica               |     |      |     |      |     |       |       |       |       |     |     |     |      |     |
| JED | Jedinstvo Vučkovci          |     |      |     |      |     |       |       |       |       |     |     |     |      |     |
| MLDIZ | Mladi zadrugar Donji Rahić  |     |      |     |      |     |       |       |       |       |     |     |     |      |     |
| MLDOG | Mladost Gorice              |     |      |     |      |     |       |       |       |       |     |     |     |      |     |
| MLDOL | Mladost Lončari             |     |      |     |      |     |       |       |       |       |     |     |     |      |     |
| MLDOV | Mladost Vidovice            |     |      |     |      |     |       |       |       |       |     |     |     |      |     |
| PAR | Partizan Kostrč             |     |      |     |      |     |       |       |       |       |     |     |     |      |     |
| PEL | Pelagićevo                  |     |      |     |      |     |       |       |       |       |     |     |     |      |     |
| POS | Posavac Ugljara             |     |      |     |      |     |       |       |       |       |     |     |     |      |     |
| PRVM | Prvi maj Bok                |     |      |     |      |     |       |       |       |       |     |     |     |      |     |
| SLO | Sloga Hrgovi Donji          |     |      |     |      |     |       |       |       |       |     |     |     |      |     |
| |                             |     |      |     |      |     |       |       |       |       |     |     |     |      |     |
| podebljan rezultat - utakmice od 1. do 13. kola (1. utakmica između klubova) rezultat normalne debljine - utakmice od 14. do 26. kola (2. utakmica između klubova) rezultat nakošen - nije vidljiv redoslijed odigravanja međusobnih utakmica iz dostupnih izvora rezultat nakošen i smanjen * - iz dostupnih izvora nije uočljiv domaćin susreta prekrižen rezultat - poništena ili brisana utakmica p - utakmica prekinuta 3:0 p.f. / 0:3 p.f. - rezultat 3:0 bez borbe n.i. - nije igrano |                             |     |      |     |      |     |       |       |       |       |     |     |     |      |     |

 Izvori: 

## Unutrašnje poveznice
- Međuopćinska liga Brčko 1979./80.
- Posavska grupna liga 1979./80.